# 43-as busz (Pécs)
A pécsi 43-as jelzésű autóbusz a Főpályaudvar és Rovitex között közlekedik nagyárpádi betérővel.

## Története
A járatot 2019. június 15-én indították egyes hétvégi 41-es és 42-es buszok helyett.

## Útvonala
| Főpályaudvar → Nagyárpád → Rovitex | Rovitex → Nagyárpád → Főpályaudvar |
| --- | --- |
| Főpályaudvar – Vasút utca – Kálvin utca – Bajcsy-Zsilinszky utca – Nagy Lajos király útja – Alsómalom utca – Árpád híd – Siklósi út – Kanizsai Dorottya út – Kemény Zsigmond utca – Kiss János utca – Németh Béla utca – Vigadó utca – Németh Béla utca – Kiss János utca – Kemény Zsigmond utca – Kanizsai Dorottya út – Postavölgyi út – Nagypostavölgyi út – Rovitex vá. | Rovitex – Nagypostavölgyi út – Postavölgyi út – Kanizsai Dorottya út – Kemény Zsigmond utca – Kiss János utca – Németh Béla utca – Vigadó utca – Németh Béla utca – Kiss János utca – Kemény Zsigmond utca – Kanizsai Dorottya út – Siklósi út – Árpád híd – Alsómalom utca – Nagy Lajos király útja – Bajcsy-Zsilinszky utca – Kálvin János utca – Vasút utca – Főpályaudvar |

## Megállóhelyei
| 43 (Főpályaudvar – Nagyárpád – Rovitex) |                         |          | |                                                           |
| Perc (↓)                                | Megállóhely             | Perc (↑) | Megállóhelyet érintő járatok | Létesítmények                                             |
| 0                                       | Főpályaudvar végállomás | 24       | 3, 3E, 4, 4Y, 6, 6E, 7, 7Y, 8, 13, 13E, 13Y, 14, 14Y, 15, 15A, 20, 30, 31, 32, 32Y, 33, 34, 34Y, 35, 35Y, 36, 37, 38, 38Y, 39, 40, 41, 41E, 41Y, 42, 42Y, 43, 44, 46, 47, 73, 73Y, 104, 104A, 104E, 104Y, 130, 130A, 140 · Helyközi autóbuszok · Főpályaudvar | Vasútállomás, MÁV Területi Igazgatósága, Autóbusz-állomás |
| 3                                       | Árkád, autóbusz-állomás | 22       | 3, 3E, 6, 6E, 7, 7Y, 8, 20, 21, 21A, 22, 23, 23Y, 24, 41, 41E, 41Y, 42, 42Y, 43, 60, 60A, 60Y, 73, 73Y, 103, 107E, 109E, 121, 130, 130A · Helyközi és távolsági autóbuszok                                                                                    | Árkád, Távolsági autóbusz-állomás                         |
| 5                                       | Bőrgyár                 | 19       | 3, 6, 7, 7Y, 8, 22, 23, 23Y, 24, 33, 41, 41Y, 42, 42Y, 43, 60, 60A, 60Y, 73, 73Y, 103, 130, 130A · Helyközi autóbuszok | Bőrgyár                                                   |
| 6                                       | Béke utca               | 18       | 6, 7, 7Y, 8, 22, 23, 23Y, 24, 41, 41Y, 42, 42Y, 43, 73, 73Y | Interspar                                                 |
| 8                                       | Temető északi kapu      | 16       | 6, 7, 7Y, 8, 22, 23, 23Y, 24, 33, 41, 42Y, 43, 73, 73Y, 142 · Helyközi autóbuszok | Temető                                                    |
| 9                                       | Temető déli kapu        | 15       | 6, 7, 7Y, 8, 41, 42Y, 43, 73, 73Y, 142 | Temető                                                    |
| 11                                      | Árpádváros              | 13       | 41, 41E, 42Y, 43, 121, 142 |                                                           |
| 13                                      | Kiss János utca         | 11       | 41, 41Y, 42, 42Y, 43, 142 |                                                           |
| 14                                      | Nagyárpád               | 10       | 41, 41Y, 42, 42Y, 43, 142 |                                                           |
| 15                                      | Kiss János utca         | 8        | 41, 41Y, 42, 42Y, 43, 142 |                                                           |
| 17                                      | Hőtávvezeték            | 6        | 41, 41E, 41Y, 43, 142 |                                                           |
| 18                                      | Kálinger                | 5        | 41, 41E, 41Y, 43 |                                                           |
| 19                                      | Trafóház                | 4        | 41, 41E, 41Y, 43 |                                                           |
| 20                                      | Vegyesbolt              | 3        | 41, 41E, 41Y, 43 |                                                           |
| 21                                      | Postavölgy alsó         | 2        | 41, 41E, 41Y, 43 |                                                           |
| 22                                      | Postavölgy              | 1        | 41, 41E, 41Y, 43 |                                                           |
| 23                                      | Postavölgy felső        | 1        | 41, 41E, 41Y, 43 |                                                           |
| 24                                      | Rovitex végállomás      | 0        | 41, 41E, 41Y, 43 · Helyközi autóbuszok |                                                           |